# Grupo OAS
El Grupo OAS es un conglomerado empresarial brasileño fundado en Salvador de Bahía, estado de Bahía en diciembre de 1976. Con sede en São Paulo, actúa en diversos países del mundo en el ramo de la ingeniería civil. Está formado por la Constructora OAS, que opera en la construcción civil y pesada, OAS Empreendimentos, que opera en el segmento del mercado inmobiliario y OAS Inversiones, que es responsable de inversiones en infraestructuras y concesiones de servicios públicos y privados. El Grupo presta servicios de Ingeniería y Construcción en 22 países de Sudamérica, Centroamérica, Caribe y en el continente africano.
A través de la OAS Arenas, la empresa administra tres estadios de fútbol en Brasil: Arena del Grêmio, en Porto Alegre; Arena Fuente Nueva, en Salvador; y Arena de las Dunas, en Natal.
Su socio mayoritario es César Mata Pires, que posee el 80% del accionariado de la empresa. José Adelmário Abeto posee el 10% y el 10% restante está distribuido entre socios minoritarios.

## Historia

### 1976/1993
En este periodo, la OAS ejecutó actividades de construcción civil (clientes públicos y privados), en el área inmobiliaria (residencial y comercial) y en la agroindustria, actuando en el estado de Bahía, así como en otros estados de la región Nordeste. Poco a poco, el Grupo OAS fue expandiendo sus actividades hacia prácticamente todas las regiones del país. Esta fase está marcada por la fuerte diversificación de actividades de la OAS, en sectores como la agroindustria; petroquímica; ambiental y energético

### 1994/2002
El grupo decidió concentrarse en sectores de construcción pesada, montaje industrial y ambiental, debido a los cambios políticos en el escenario nacional. Por lo tanto, trabajó para expandirse en algunas áreas con mayor rentabilidad y concentró áreas con gran competitividad. En esta fase, el foco se dirigió a la construcción pesada y sectores de concesión pública. Se consiguieron concesiones de todo tipo: Concessionária Litoral Norte (CLN), Río Teresópolis (CRT) y Línea Amarilla (LAMSA).

### Desde 2003
En esta fase, la empresa busca una mayor participación en las inversiones del Gobierno Federal de varios países, especialmente en las áreas de petróleo, gas, infraestructura y energía, en trabajos conectados a programas estructurales. En 2012 inicia la explotación del área de la gestión aeroportuaria, por medio de su participada Invepar y se hace con la concesión del Aeropuerto Internacional de São Paulo-Guarulhos en asociación con la sudafricana Airports Company South Africa (GRU Airport) y en agosto de 2014 Invepar se hace con el Aeropuerto Internacional de Galeão.
La empresa también ha invertido en África. Por ejemplo, construirá un nuevo puerto en Nacala, Mozambique, que exportará parte del mineral producido en el país. En Gana, la empresa construirá cinco mil casas por doscientos millones de dólares - valor conseguido por el gobierno ganés por préstamo internacional. En febrero de 2014, la sede del Grupo OAS en Guinea fue blanco de protestas por parte de la población. La empresa es responsable de varias obras públicas en el país.

## Polémicas

### Semiesclavitud
En septiembre de 2013, una fiscalización del Ministerio de Trabajo y Empleo destapó que la OAS alojaba a 150 trabajadores en condiciones de semiesclavitud en las obras de ampliación del Aeropuerto de Guarulhos. Además de las condiciones degradantes en que sumía a los trabajadores, el Ministerio de Trabajo (MPT) comprobó que la OAS practicaba tráfico de personas y que las sometía a servidumbre por deuda. Después de más de un mes de investigaciones, la empresa fue multada con quince millones de reales.
En julio de 2014, la constructora entró en la "lista suja" (lista negra) de la esclavitud, una relación de empresas elaborada por el Gobierno Federal. La empresa fue responsabilizada por esclavizar a 124 personas en la construcción de torre comercial del Centro comercial Boulevard, en Minas Gerais. El Ministerio de Trabajo concluyó que, entre junio y octubre de 2013, la OAS sometió a los trabajadores a jornadas exhaustivas e irregulares, generando riesgo para su vida y posibles accidentes de trabajo.

### Corrupción
En agosto de 2015, la justicia condenó al expresidente de la OAS, Leo Abeto, y al director del área internacional de la OAS, Agenor Medeiros, por corrupción activa, lavado de dinero y organización criminal. Otros dos ejecutivos de la OAS fueron condenados a 11 años de prisión por lavado de dinero y por integrar organización criminal. En la sentencia, el juez Sérgio Moro afirma que el valor de los contratos y de la propina indican que la corrupción era una "política corporativa" de la OAS y que no era posible creer que la práctica de crímenes haya sido iniciativa individual de uno u otro ejecutivo.

## Principales obras
El Grupo OAS tiene en su cartera más de dos mil obras realizadas, incluyendo carreteras, ferrocarriles, puertos, canales, aeropuertos, puentes, estadios, industrias, centros comerciales, hoteles, viviendas residenciales y parques empresariales. De entre todas ellas, destacan el Estadio Olímpico João Havelange, el Engenhão, en Río de Janeiro; la Línea 4 del Metro de São Paulo; la fábrica de la Ford, en Camaçari, en Bahía; el Aeropuerto Zumbi dos Palmares, en la ciudad de Maceió; el Canal Centenario, en Salvador de Bahía, realizada para eliminar los constantes atascos de la Avenida Centenario y calles próximas. La avenida aún ganó dos parques, instalados sobre placas de cemento que ahora cubren el canal que existe en el lugar. La obra cuenta también con un conjunto de bancos, quiosquos, carriles bici, pistas para caminar, equipamientos de gimnasia. La reforma del Aeropuerto de Congonhas y el Puente Octávio Frias de Oliveira, en São Paulo, un rascacielos de 144 plantas, que conecta una torre de 138 metros de altura a dos modernas pistas en curva, cada una con 1.200 metros de largo. El proyecto fue el primero del mundo en su tipo y se convirtió en el centro económico del país. También construyó algunos estadios de fútbol, como el Arena das Dunas y el Arena do Grêmio, localizados en Natal y Porto Alegre, respectivamente.

## En América Latina
La empresa posee participación accionarial en Invepar, una de las mayores empresas de concesión de Brasil, asociada a los tres mayores fondos de pensiones del país – Preví, Petros y Funcef. Invepar administra la Concessionária Litoral Norte (CLN) en Bahía, la Concessionária Río-Teresópolis (CRT), la Concessionária Línea Amarilla (LAMSA), ambas en Río de Janeiro, la Concessionária Auto Raposo Tavares (CART) en el interior del estado de São Paulo y Metro Río, única concesión privada de metro del país. El Grupo posee participaciones en la Terminal Portuaria del Guarujá (TPG), concebida como una terminal de contenedores y construida con tecnología de última generación para recibir a navíos más eficientes (del tipo post-panamax) y operar sirviendo todas las líneas de navegación. El Grupo cuenta, aún, con participación en el Estaleiro de Bahía S.A (EBASA), que tendrá como foco de actuación la construcción de sondas de perforación, plataformas de producción, navíos de apoyo a las operaciones offshore y naval (PSV y AHTS) y petroleros. La construcción del estero exigirá inversiones de cerca de $ 400 millones de dólares, y tendrá una capacidad para producir 110.000 toneladas de acero procesado al año, con cerca de 5.000 empleos directos. 
Con vistas a alcanzar posiciones estratégicas, la OAS fue la tercera empresa que más donó en las campañas políticas de Brasil entre 2002 y 2012, de acuerdo al informe del periódico Folha de S. Paulo.